# Chwast

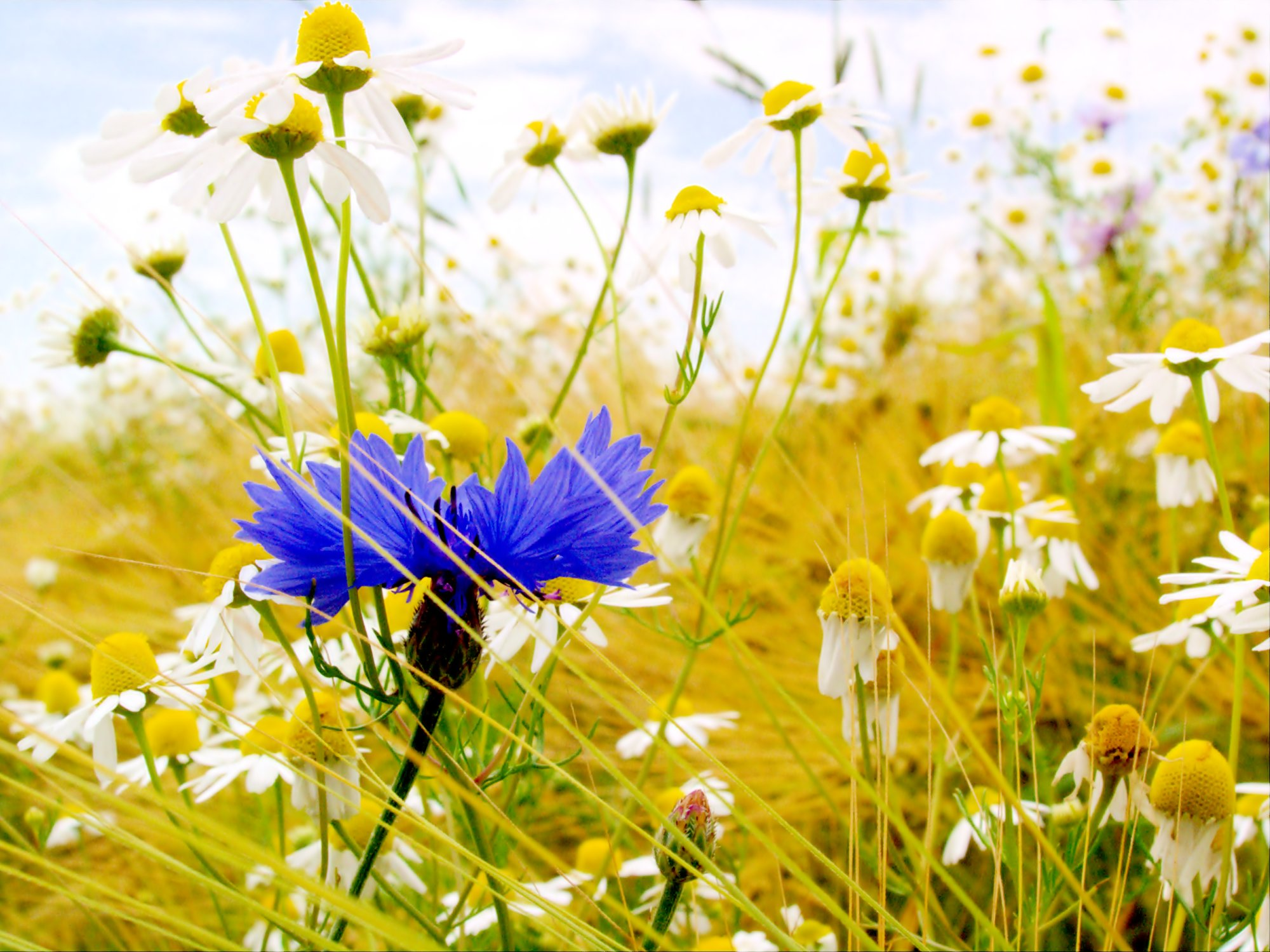
Chwasty segetalne

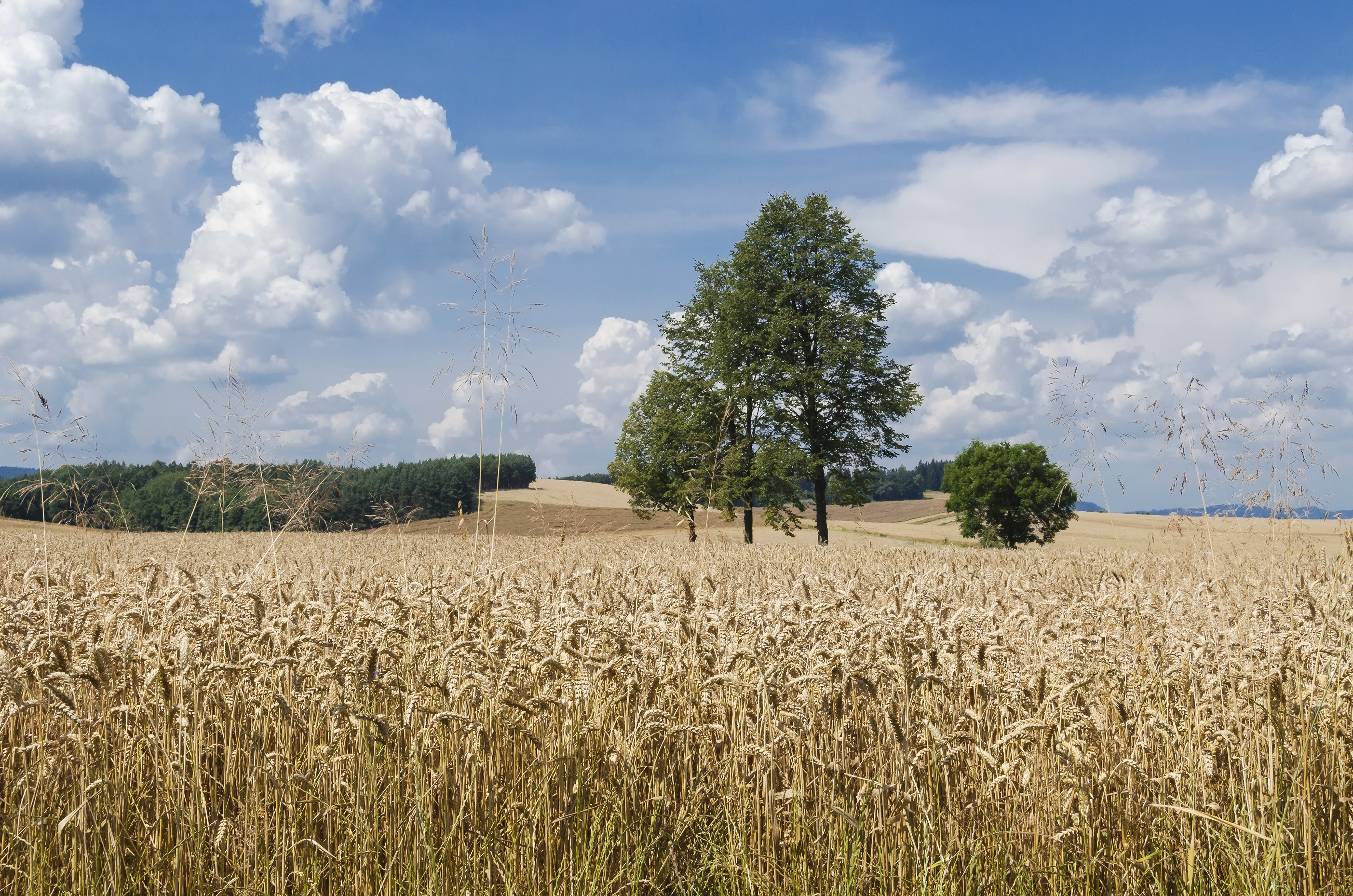
Miotła zbożowa na polu pszenicy

Chwast lub roślina segetalna – roślina niepożądana w uprawach (z punktu widzenia gospodarki rolnej, leśnej lub rybackiej). Chwasty rosną zazwyczaj dziko na siedliskach segetalnych (polu uprawnym, łące, pastwisku itp). Wiele uznawanych dawniej za chwasty to dziś rośliny ginące, niektóre (np. niektóre chwasty lnu) są już w Polsce wymarłe. Nauką zajmującą się chwastami i ich zwalczaniem jest herbologia.

## Definicja
Pojęcie chwast stosowane jest w gospodarce rolnej w odniesieniu do roślin niepożądanych w składzie uprawy rolnej zarówno w uprawach polowych, ogrodowych, jak również ogrodniczych, szklarniowych i łąkowych. W gospodarce leśnej pojęcie to funkcjonowało nieoficjalnie w odniesieniu do gatunków drzew i krzewów nieprzewidzianych w docelowych składach gatunkowych drzewostanów (np. grab, osika i brzoza) oraz w odniesieniu do roślin utrudniających odnowienie (np. trzcinnik piaskowy). W gospodarce rybackiej za chwasty uważa się szybko rosnące, uciążliwe rośliny wodne (np. moczarkę kanadyjską).
W rybactwie funkcjonuje też pojęcie chwastu rybiego odnoszące się do gatunków ryb niepożądanych w akwenie hodowlanym lub wędkarskim.
Określenie "chwast" jest pojęciem względnym, ponieważ te same rośliny w jednym miejscu mogą być pożądane, a w innym nie. Np. owies w pszenicy jest chwastem, a występujący samodzielnie na polu nie. Może być również sytuacja odwrotna – pszenica jako chwast w owsie.

## Przystosowania ekologiczne
Chwasty często produkują nasiona zdolne do długotrwałego przebywania w stanie spoczynku. Pozostają one w tym stanie, póki nie zostaną wystawione na działanie światła lub na przykład nie nastąpi uszkodzenie ich łupiny. Dzięki temu chwasty mogą kiełkować, np. w świeżo zaoranej ziemi. Wiele gatunków zachwaszczających uprawy zbóż to rośliny speirochoryczne, dla których głównym sposobem rozprzestrzeniania nasion jest ich zawlekanie wraz z materiałem siewnym.
Chwasty szybko przystosowują się do danej uprawy oraz techniki uprawy, szybciej i bujniej rosną w porównaniu z rośliną uprawną. Chwasty polne w większości należą do archeofitów.

## Podział chwastów ze względu na miejsce występowania

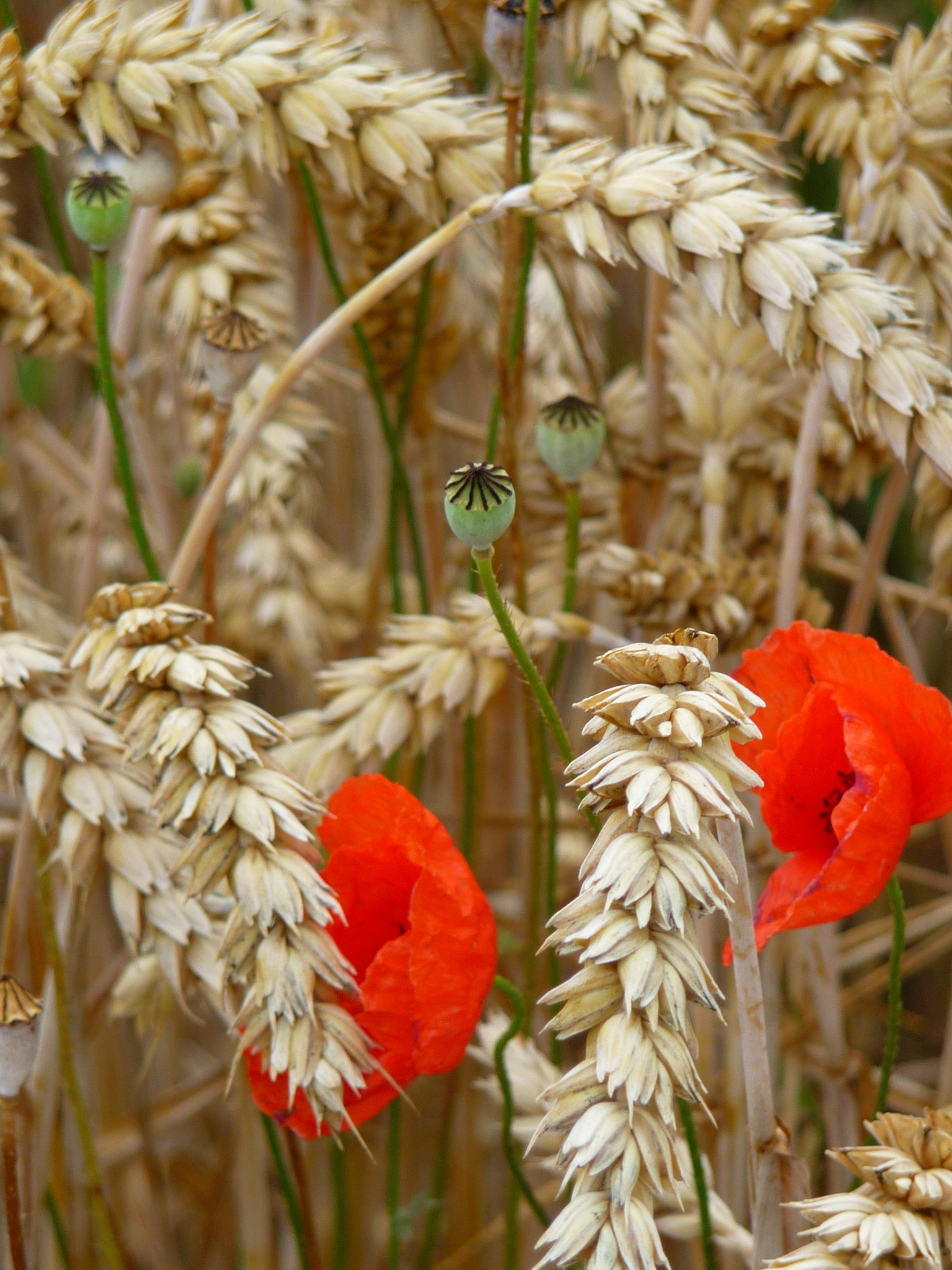
Mak polny jest chwastem segetalnym

W stosunku do roślin uważanych za chwasty stosuje się podział oparty na miejscu ich najczęstszego występowania. Wyróżnia się m.in. chwasty:
- segetalne – związane z uprawami, rosnące przede wszystkim na polach, wśród roślin uprawnych, niekiedy mogące przyczynić się do obniżenia plonu. Chwasty segetalne tworzą własne zbiorowiska roślinne, różne gatunki i ich kompozycje są związane z określonymi warunkami siedliska oraz z gatunkiem rośliny uprawnej. Do chwastów segetalnych należą np. chaber bławatek, kąkol polny, ostróżeczka polna, mak polny, mak piaskowy, kurzyślad polny
- ruderalne – występujące przy osadach ludzkich, często w miejscach bogatych w azot, przy szopach, płotach itp. Rośliny te wywodzą się w dużej części z żyznych lasów łęgowych oraz azotolubnych okrajków. Tworzą własne zbiorowiska roślinne. Należą do nich np. łopian, pokrzywa
- łąkowe – niezjadane przez zwierzęta pasące się na łąkach i pastwiskach (np. pokrzywa, ostrożeń), trudno trawione lub trujące (wilczomlecz) oraz rośliny pasożytnicze (szelężnik).

## Szkodliwość chwastów
Negatywne oddziaływania chwastów:
- obniżają plony roślin uprawnych; zabierają im miejsce, światło, wodę i składniki pokarmowe, mogą nawet doprowadzić do całkowitego zagłuszenia uprawianych roślin
- wiele gatunków chwastów, np. wyka, oset utrudnia zbiór zbóż, niektóre powodują ich wyleganie, uniemożliwiające koszenie mechaniczne
- twarde łodygi szarłatu Palmera mogą uszkadzać kombajny, natomiast włókniste pędy zawleczonego do Polski zaślazu pospolitego powodują blokowanie się maszyn wykorzystywanych do zbioru buraków[2]
- chwasty obniżają wartość zebranych plonów – np. nasiona tobołków nadają mące gorzki smak, nasiona lnicznika obniżają wartość oleju rzepakowego, nasiona gorczycy polnej utrudniają przemiał zbóż, różne gatunki piołunu i czosnków zjedzone przez krowy nadają mleku nieprzyjemny smak i zapach, szczawiu powodują zmaślenie mleka
- niektóre chwasty są trujące dla ludzi i zwierząt, np. nasiona kąkolu, barszcz Sosnowskiego, lulek czarny, blekot pospolity
- niektóre chwasty są żywicielami groźnych dla roślin uprawnych chorób bakteryjnych, grzybowych, wirusowych czy szkodników.

## Zwalczanie chwastów
Chwasty w uprawach rolnych zwalcza się, jeśli zostanie przekroczony próg szkodliwości gospodarczej. W przypadku upraw nasiennych chwasty krzyżujące się z rośliną uprawną muszą być bezwzględnie zwalczane także wokół plantacji.

## Pozytywna rola chwastów

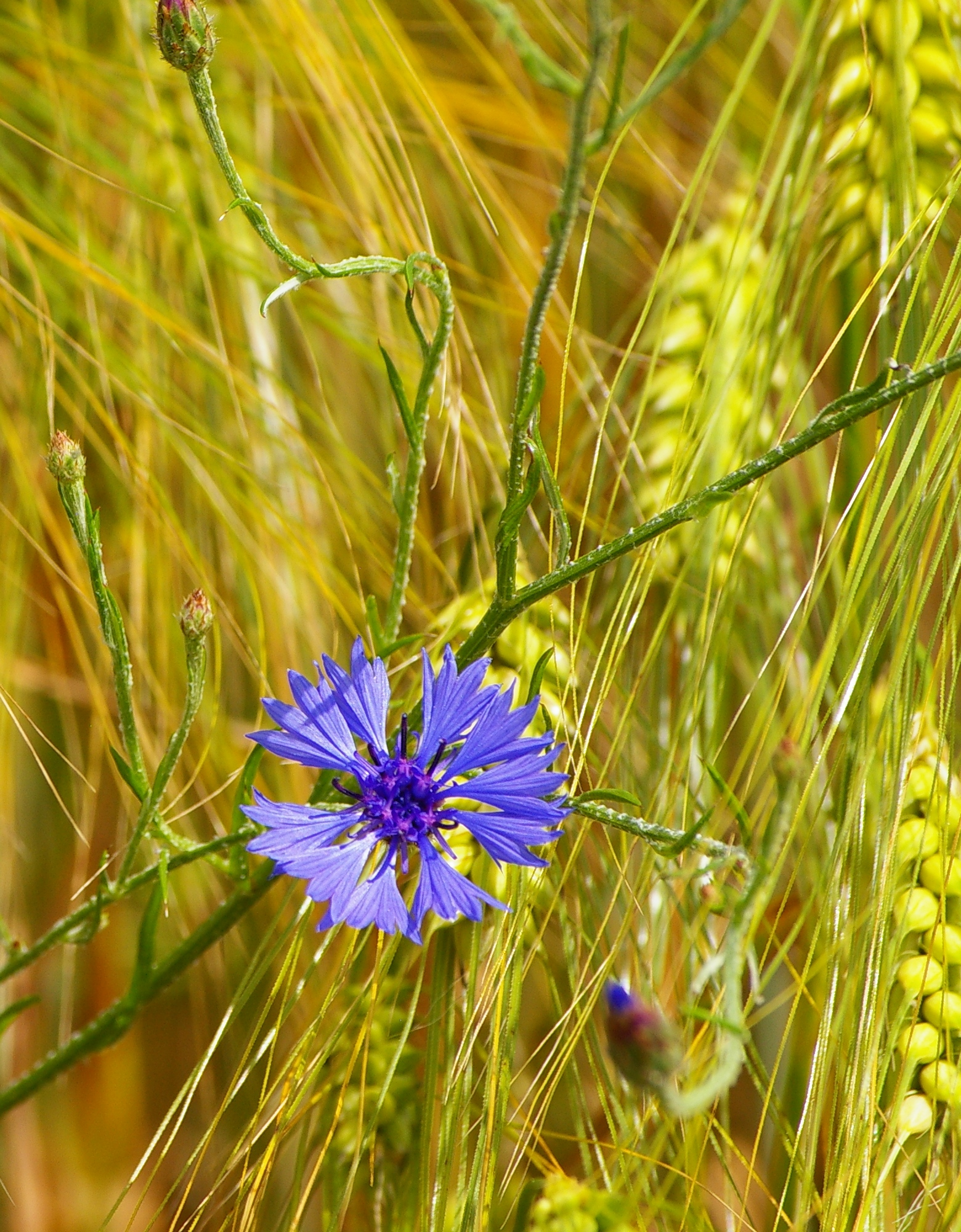
Chaber bławatek stymuluje wzrost pszenicy oraz jest rośliną leczniczą i miododajną

Ocena pozytywnej roli chwastów w gospodarce rolnej jest zagadnieniem kontrowersyjnym, a bilans strat i zysków związanych z ich występowaniem w uprawach zależy głównie od ich zagęszczenia i okresu pojawu. Dodatni wpływ obecności chwastów segetalnych na działanie ekosystemów, ochronę gleb oraz opłacalność produkcji może polegać między innymi na:
- wydzielaniu przez niektóre gatunki substancji chemicznych stymulujących na zasadzie allelopatii kiełkowanie określonych gatunków roślin uprawnych[3].
- wydzielaniu przez korzenie chwastów substancji stanowiących pokarm mikroorganizmów glebowych, przez co pozytywnie wpływają one na życie biologiczne gleby[3].
- akumulacji substancji pokarmowych i zapobieganiu ich wymywania z gleby. Późniejszy rozkład chwastów może uzupełniać zasoby próchnicy w glebie[3].
- tworzeniu poza okresem właściwej uprawy okrywy zapobiegającej erozji gleby[3].
- umożliwieniu występowania w uprawach liczniejszych i bardziej zróżnicowanych zgrupowań owadów, w tym gatunków pożytecznych, zwalczających szkodniki roślin uprawnych[3].
- możliwości wykorzystania zebranej z pól i przetworzonej biomasy chwastów jako nawozu w gospodarstwach ekologicznych[3].
- możliwości zbioru gatunków o właściwościach leczniczych jako dodatkowego źródła dochodu w gospodarstwach ekologicznych[3].
- produkcji licznych nasion oraz utrzymywaniu populacji owadów stanowiących często podstawę diety niektórych gatunków ptaków obecnych w krajobrazie rolniczym[3].
- obecności kwitnących chwastów dwuliściennych, sprzyja rozwojowi łańcucha pokarmowego i wpływa dodatnio na liczebność i różnorodność owadów zapylających w okolicy[3].
- podniesieniu walorów krajobrazowych terenów rolniczych[3].

Niektóre chwasty mogą stać się roślinami uprawnymi. Przykładowo nawrot polny będzie uprawiany w Wielkiej Brytanii w celu pozyskania kwasów tłuszczowych omega-3.

## Wymieranie i ochrona chwastów
Ze względu na postępującą od dziesięcioleci presję człowieka na środowisko wiele gatunków chwastów uznaje się obecnie za w różnym stopniu zagrożone wyginięciem. Największa liczba takich gatunków znajduje się w grupie chwastów segetalnych, ściśle związanych z uprawami rolnymi.

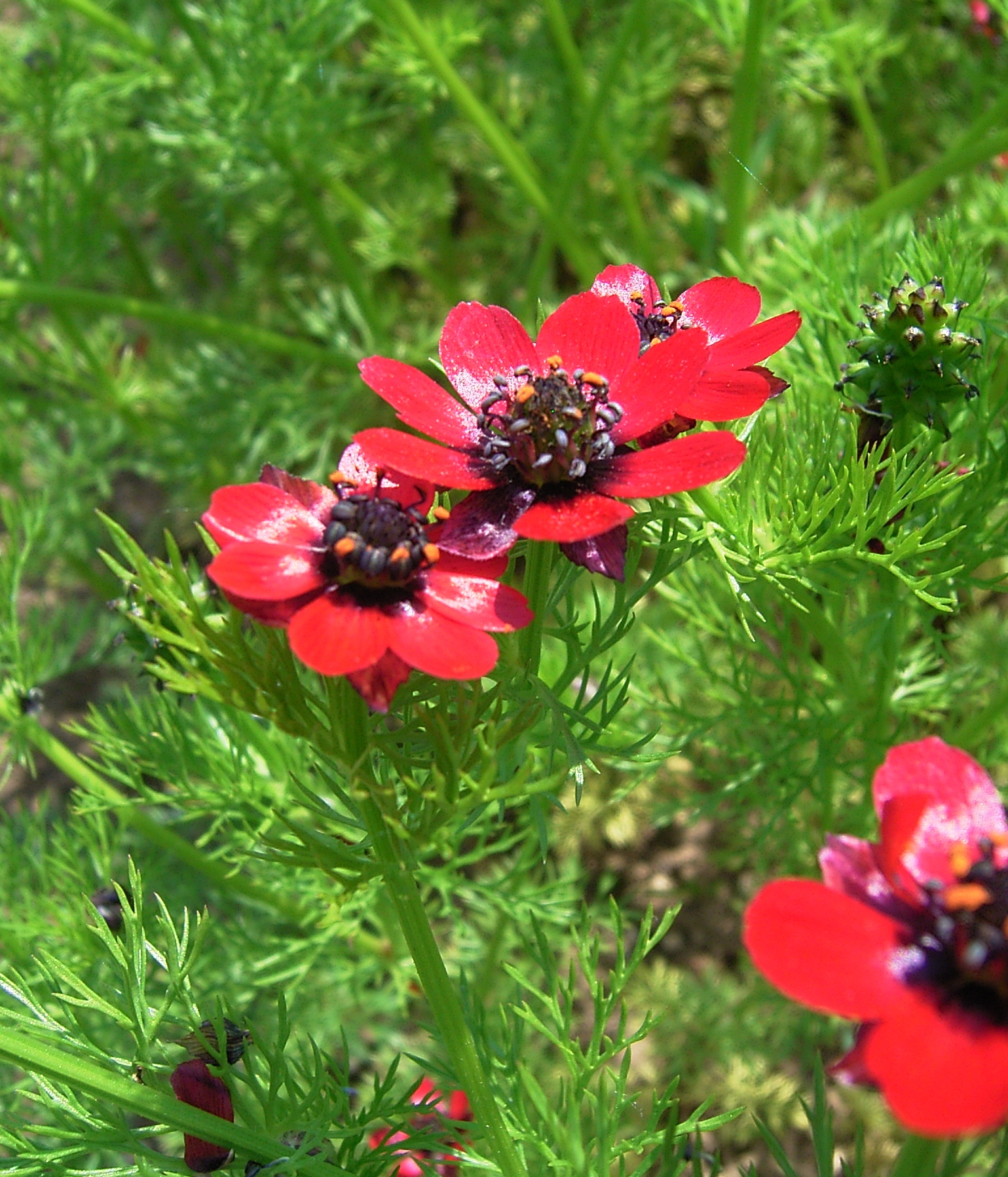
Miłek szkarłatny jest w Polsce gatunkiem krytycznie zagrożonym

Podstawowym zagrożeniem dla chwastów segetalych jest intensyfikacja rolnictwa, w tym stosowanie chemicznych środków ochrony roślin, wprowadzanie nowych, bardziej konkurencyjnych odmian roślin uprawnych, ograniczenie stosowania płodozmianu, zmiany terminów siewów, nadużywanie nawozów i wprowadzenie mechanicznego zbioru zbóż. Liczbę potencjalnych siedlisk ogranicza też zmiana sposobu zagospodarowania gruntów rolnych, w tym ekspansja miast i przeznaczanie pól pod zabudowę oraz wyłączanie z uprawy gruntów słabszych. Dodatkowo dla gatunków speirochorycznych istotnym problemem jest udoskonalenie sposobów oczyszczania materiału siewnego, a dla gatunków kalcyfilnych postępujące zakwaszanie gruntów rolnych.
Niektóre gatunki chwastów ruderalnych wymierają natomiast na skutek zanikania niezagospodarowanych, nieuporządkowanych siedlisk towarzyszących ludzkim osiedlom i infrastrukturze komunikacyjnej. Negatywny wpływ na ich liczebność mają m.in. takie działania jak koszenie poboczy dróg i płatów roślinności towarzyszących ogrodzeniom i zabudowaniom, intensywna pielęgnacja trawników i ogrodów, likwidowanie gruzowisk, nieużytków, składowisk towarów, gnojowisk i miejsc stagnowania wody oraz odchwaszczanie terenów kolejowych.
Przykładami chwastów w różnych stopniu zagrożonych wyginięciem na terenie Polski mogą być: miłek szkarłatny, czechrzyca grzebieniowa, miłek letni, włóczydło polne, krowiziół zbożowy, czarnuszka polna, czyściec polny, jaskier polny, kurzyślad błękitny, kąkol polny, kiksja zgiętoostrogowa, kiksja oszczepowata, lepnica francuska, stokłosa żytnia czy złoć łąkowa. Do gatunków wymarłych zalicza się kaniankę lnową oraz lnicznika właściwego. Ponadto na regionalnych czerwonych listach znajdują się liczne gatunki niezagrożone w skali całego kraju. Przykładem może być ostróżeczka polna, na Dolnym Śląsku klasyfikowana jako regionalnie narażona na wyginięcie.

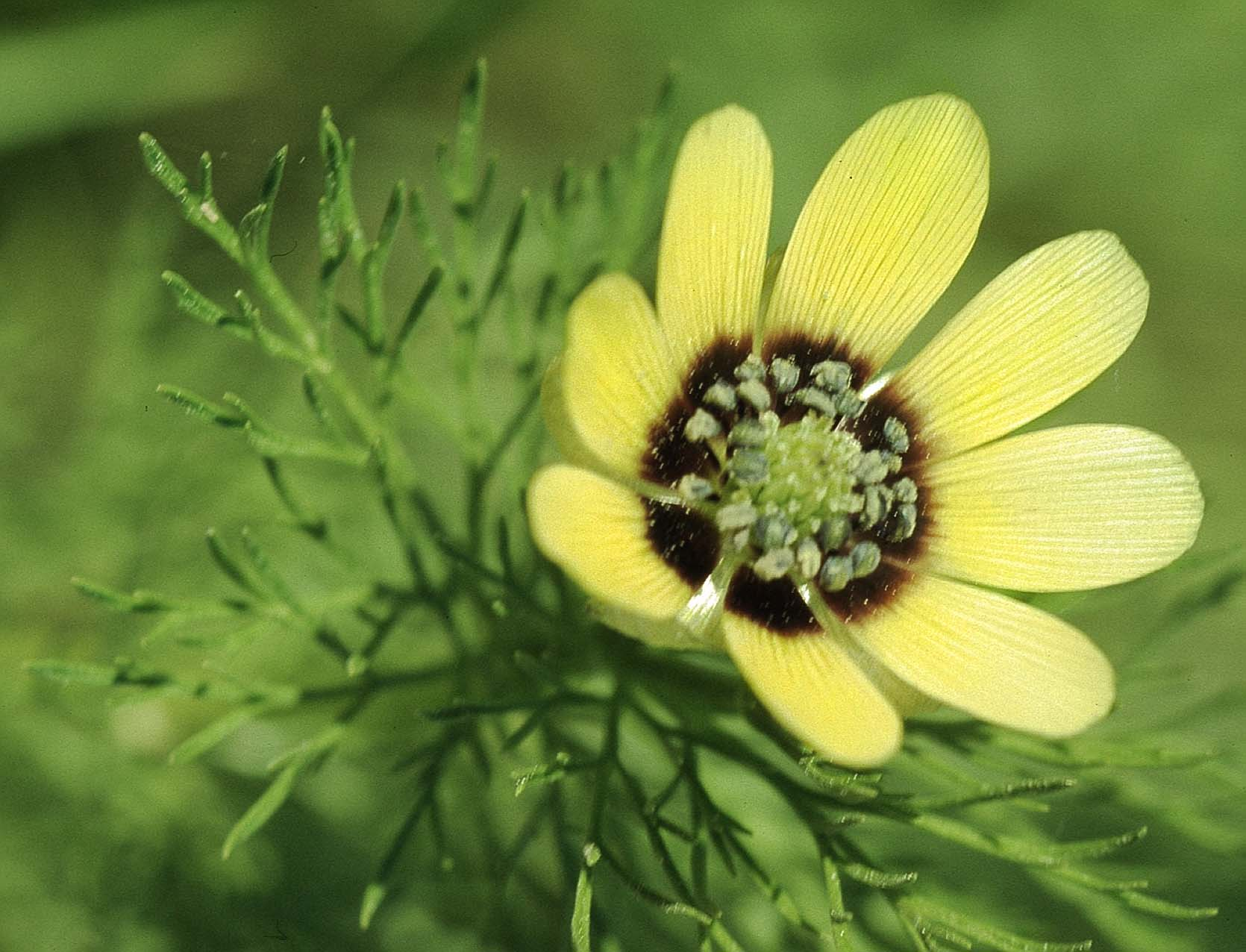
Miłek letni
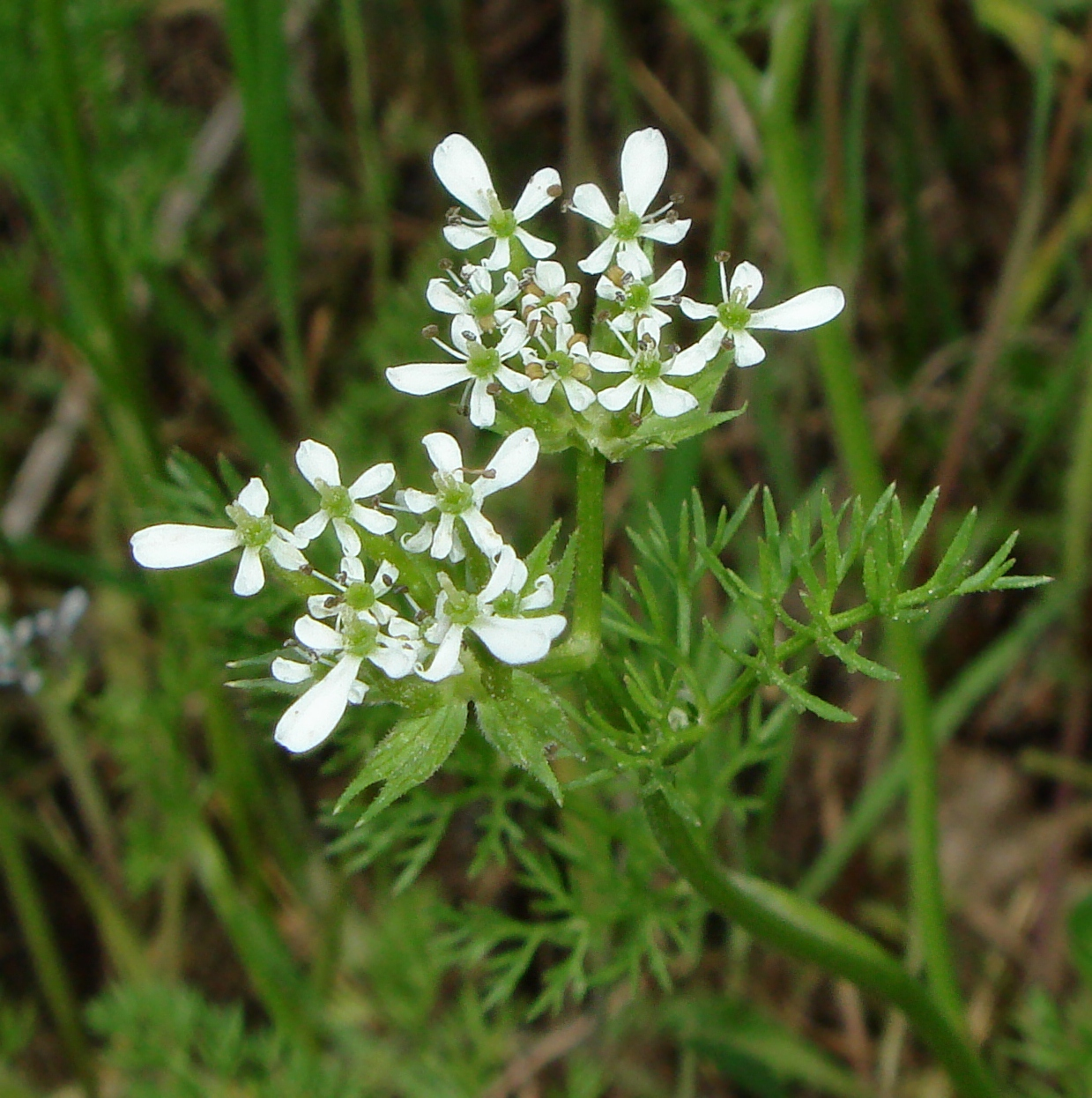
Czechrzyca grzebieniowa
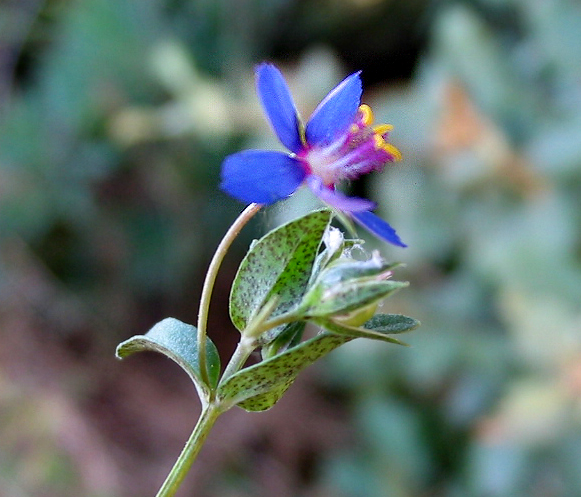
Kurzyślad błękitny
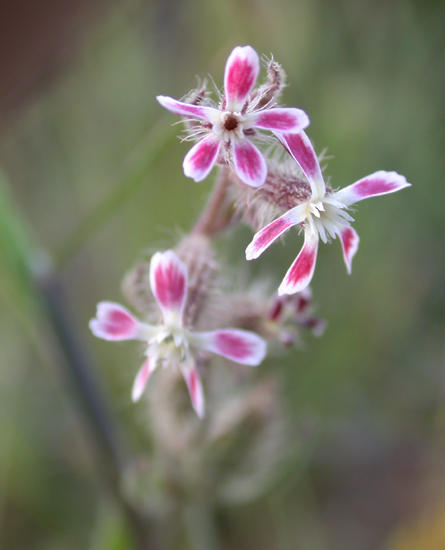
Lepnica francuska
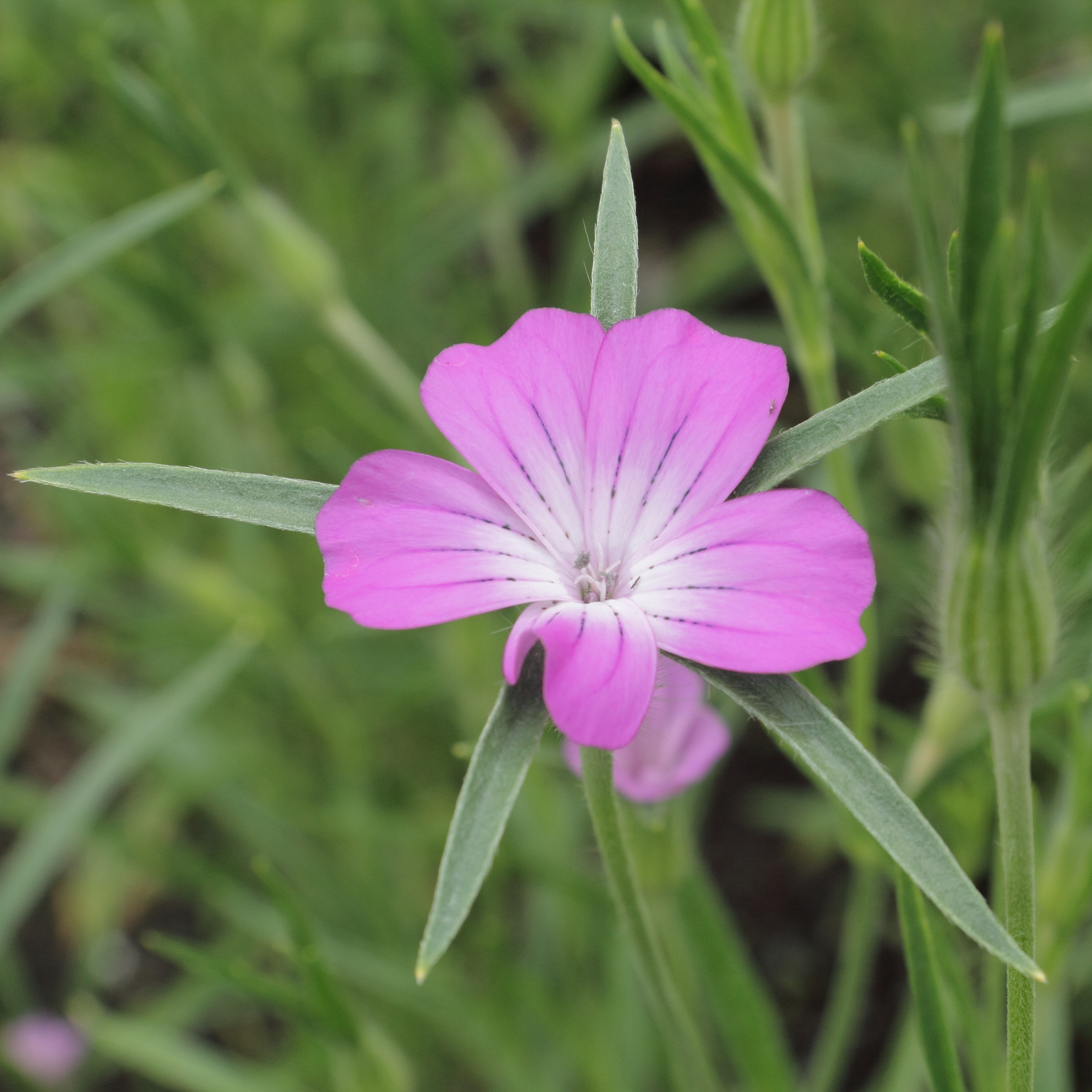
Kąkol polny
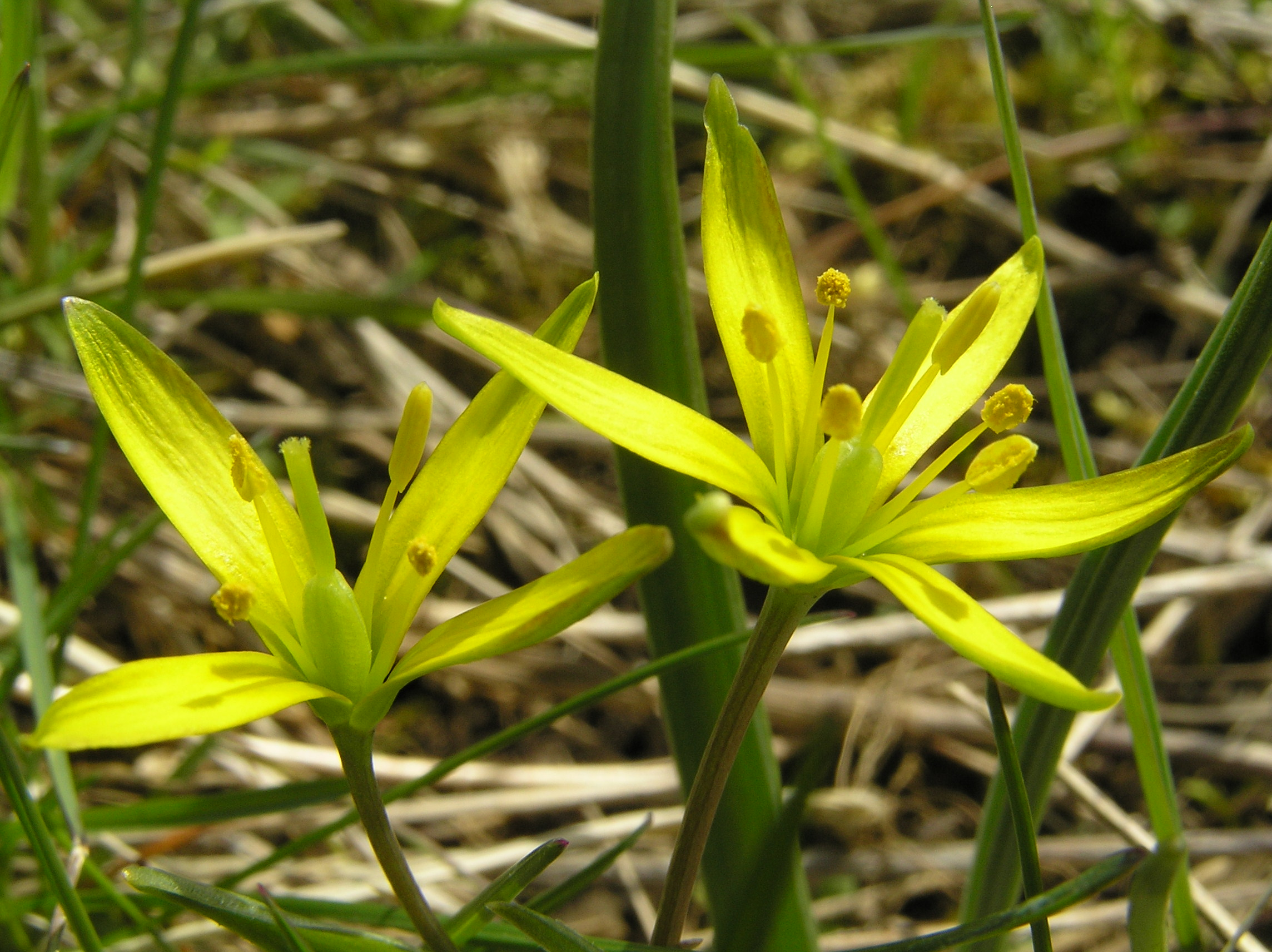
Złoć łąkowa

W Europie Zachodniej, jak i w niektórych regionach Polski, prowadzi się dziś programy ochrony chwastów. Polegają one m.in. na tworzeniu kolekcji nasion, uprawach zachowawczych, a także propagowaniu mody na tzw. ogródki chwastów. Program ochrony chwastów prowadzi m.in. Klub Przyrodników.

## Chwasty odporne na herbicydy

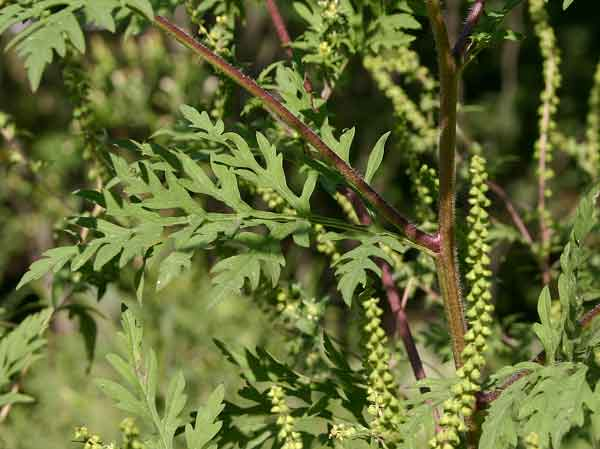
Ambrozja bylicolistna

Wobec ciągłej presji selekcyjnej herbicydów zaczynają pojawiać się chwasty odporne na często stosowane herbicydy, w tym na glifosat. Odporność na herbicydy dzieli się na dwa typy: 1) odporność celową, czyli taką która wynika ze zmiany w miejscu działania herbicydu -  enzymie roślinnym oraz 2) odporność niecelową, zwaną też enzymatyczną, która polega m. in na zwiększonej liczbie kopii genów kodujących enzymy blokowane przez herbicydy lub też enzymów, które rozkładają herbicyd do nietoksycznej formy (w obu przypadkach roślina produkuje zwiększone ilości tych enzymów). Odporność niecelowa wiąże się też m.in. z gromadzeniem się herbicydu w innych tkankach niż docelowe dla herbicydu (co np. chroni merystem wierzchołkowy pędu) lub nawet w organellach komórkowych, jak retikulum endoplazmatyczne czy wakuole.
W Polsce stwierdzono, że zjawisko odporności chwastów na herbicydy dotyczy gatunków takich jak np.: konyza kanadyjska, szarłat szorstki, chaber bławatek, miotła zbożowa czy owies głuchy.